# Estoni
Estonii (în estonă Eestlased) sunt un grup etnic fino-ugric, apropiat de finlandezi, care sunt asociați cu statul Estonia și limba estonă. În Estonia trăiesc 924.100 de estoni, conform ultimului recensământ, iar în jur de 160.000 trăiesc în afara granițelor. Înaintea secolelor XVIII-XIX. Estonienii se numeau Maarahvas, care literal inseamnǎ "oamenii pǎmântului", deoarece principala lor ocupație era agricultura. Termenul de Eestlane (Aesti) provine din latină  - numiți astfel de Tacit în opera "Germania", pe oamenii care trǎiau pe malul îndepărtat al Mării Baltice.